# ジュロン・イースト駅
ジュロン・イースト駅（ジュロン・イーストえき、英語:Jurong East MRT Station）は、シンガポール西部のジュロンにある、MRT東西線と南北線の高架駅。

## 駅構造
島式3面4線のホームを持つ駅。中2線は両面にホームがあり、列車が停車中は両面のドアが開いている。
| 3階 ホーム | A ホーム                                                                                      | ■南北線 ウッドランズ・マリーナ・サウス・ピア方面（ブキ・バトック駅）                |
| 3階 ホーム | 島式ホーム、マリーナ・サウス・ピア方面では出口は左側 パシール・リス方面では出口は左・右側     |                                                                                     |
| 3階 ホーム | B/C ホーム                                                                                    | ■東西線 パシール・リス方面（クレメンティ駅）                                        |
| 3階 ホーム | 島式ホーム、パシール・リス方面では出口は左・右側 マリーナ・サウス・ピア方面では出口は左・右側 |                                                                                     |
| 3階 ホーム | D/E ホーム                                                                                    | ■南北線 ウッドランズ・マリーナ・サウス・ピア方面（ブキ・バトック駅）                |
| 3階 ホーム | 島式ホーム、マリーナ・サウス・ピア方面では出口は左・右側 トゥアス・リンク方面では出口は右側   |                                                                                     |
| 3階 ホーム | F ホーム                                                                                      | ■東西線 トゥアス・リンク方面（チャイニーズ・ガーデン駅）                            |
| 2階        | コンコース                                                                                    | 改札口、自動券売機、駅長事務室、トランシットリンク・カウンター(Transitlink Counter) |
| 1階        | 地上階                                                                                        | ジュロン・イースト・バス・ターミナル                                                |

## 駅周辺
ジュロン・ニュータウンの東部地区、ジュロン・イースト (Jurong East) の名を持つ駅である。駅からは、バスターミナル（バス・インターチェンジ）に直接アクセスができる。
- ジュロン・イースト・バス・インターチェンジ (Jurong East Bus Interchange)
- DON DON DONKI JEM店（2020年1月15日オープン[1]）

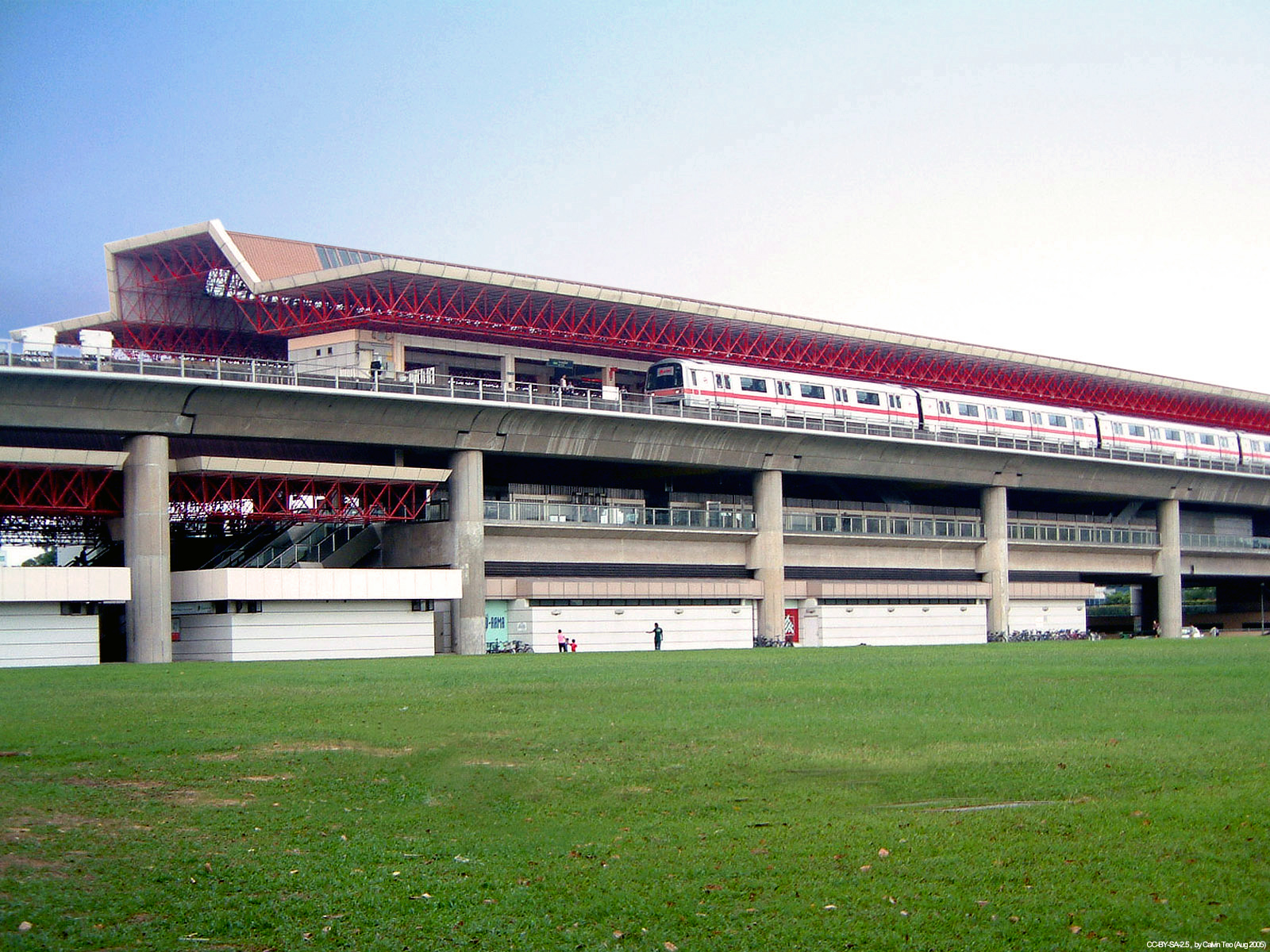
駅外観
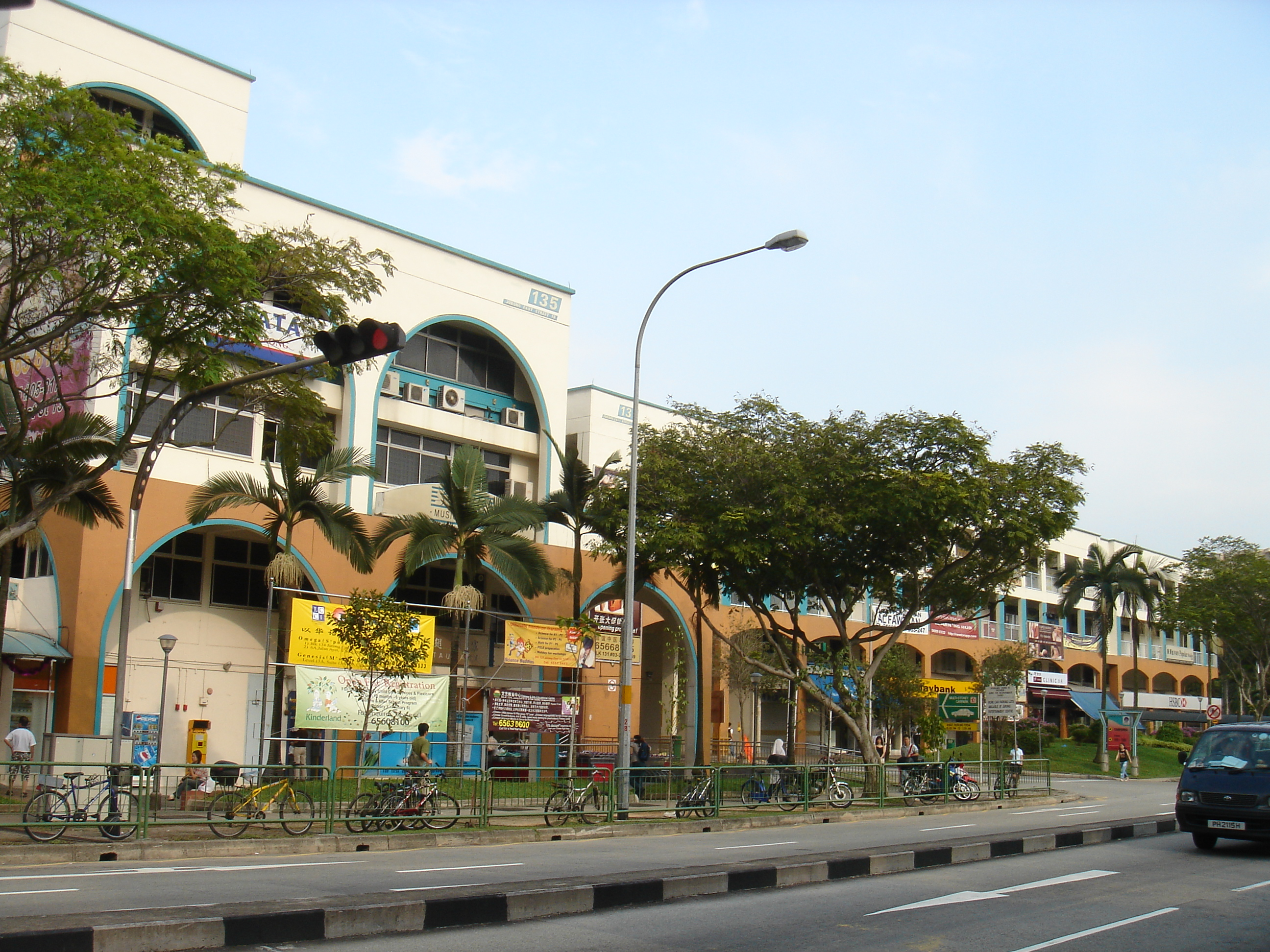
駅近くの商業地区

- JTCサミット
- JEM
- J cube

## 歴史
- 1988年11月5日 開業
- 1990年3月10日 チョア・チュー・カン支線（当駅からチョア・チュー・カン駅間）開業
- 1996年2月10日 イーシュン駅からチョア・チュー・カン駅までが開業し、南北線が当駅まで延伸される。
- 2009年12月18日 ホームドアが運用開始
- 2011年5月27日 新しいホームA/B運用開始
- 2027年　ジュロン・リージョン線開業予定